# 酒井友之
酒井友之（1979年6月29日—），已退役日本足球運動員，司職中场，前日本國家足球隊成員。

## 俱樂部生涯
酒井友之于千叶市原出道，先后加盟过名古屋鲸鱼、浦和红钻，在2009年加盟JFL球队藤枝MYFC，2010年与好友柴小屋雄一远赴印尼加盟球队马都拉联，2011年转投佩西瓦瓦梅纳，年尾转投波斯拉热加阿帕。
酒井友之曾经到过印尼超升班马马都拉联试训可惜失败。
曾经入选日本奥运队的酒井友之离开球队波斯拉热加阿帕后加盟印尼次级联赛球会基羅拉迪維達。

## 外部連結
- National Football Teams （页面存档备份，存于）
- Japan National Football Team Database
- 酒井友之オフィシャルブログ （页面存档备份，存于）
- sakai.net　酒井本人が公認する私設サイト